# Us Against the World
«Us Against the World» es una canción de Westlife, fue el segundo sencillo lanzado en Irlanda y Reino Unido del noveno álbum de estudio, Back Home. Esto fue oficialmente confirmado por Nicky Byrne en una entrevista de "The X Factor" y a través de la web de la banda.
La canción fue compuesta por Arnthor Birgisson, Rami Yacoub y Savan Kotecha. También contribuyeron en las canciones "Something Right", "The Easy Way", y "Pictures In My Head".
"Us Against The World" fue también dedicada a los seguidores de Westlife en todo el mundo por su apoyo incondicional. La banda dio su primera interpretación en vivo de "Us Against The World" en el "The Westlife Show Live" de televisión, que fue publicado el 15 de diciembre.
En Filipinas, la canción y el vídeo fueron lanzados el tres de julio del 2008, en el aniversario de la banda.

## Listado

### CD 1
- Us Against The World (Single Mix)
- Get Away (Exclusive B-Side)

### CD 2
- Us Against The World (Single Mix)
- I'm Already There (Ashanti Boyz Remix)
- Us Against The World (The Wideboys Remix) (Radio Edit)

## Vídeo musical
La banda anunció en su página oficial que el vídeo comenzaba a grabarse el 4 de diciembre de 2007.
El vídeo se lanzó el 14 de febrero mientras que el sencillo fue lanzado el 3 de marzo.
El vídeo inicial, que incluía tanto a los chicos y sus seres queridos, fue grabado en el estadio de rugby de Twickenham, en Londres, con una duración de dos días. Louis Walsh, mánager de la banda, tuvo un pequeño papel en él. Sin embargo, la banda tenía que grabar el vídeo musical, debido a la desaprobación de Simon Cowell de los resultados del vídeo inicial. Esto pudo haber causado para que la fecha de lanzamiento sea atrasada a 3 de marzo.
El vídeo muestra a la banda caminando a través de un escenario de alfombra roja, dentro del asiento trasero de un automóvil en movimiento, pasando el tiempo con sus seres queridos con fotos y vídeos de su década pasada.